# Bolide (entreprise)
Pour les articles homonymes, voir Bolide (homonymie).
Les Ets. Cycles & Moteurs Bolide, Pantin étaient un constructeur pionnier de l'automobile français, entre 1899 et 1912. Léon Lefebvre en fut l'instigateur au nord-est de Paris, à Pantin, rue Émile-Allez, sous le simple nom initial de Lefèbvre & Cie.

## Historique

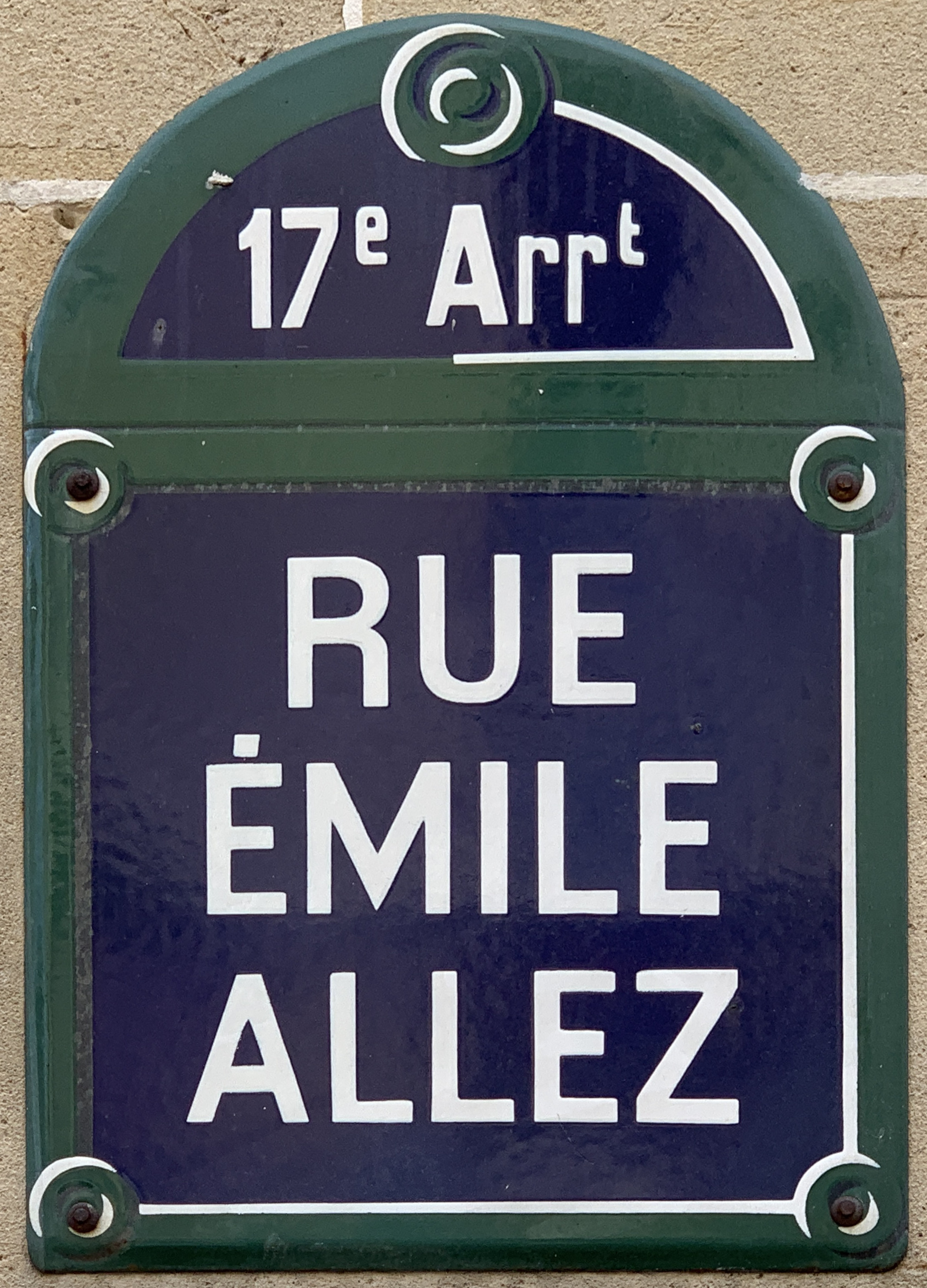
Plaque de la rue Émile-Allez (Paris).

La société débute ses productions mécaniques en 1899. La marque est renommée en 1905 pour devenir durant deux ans la Société l'Auto-Réparation, alors que son fondateur part rejoindre l'établissement Prima (de) à Levallois-Perret.
Au début, la production automobile consiste en des modèles de fortes cylindrées, avec des blocs moteurs de deux cylindres 8CV 2,1 L. ou 16CV 5,3 L., et de quatre cylindres 40CV 11,7 L.. Snoeck (de) en Belgique produit aussi les voitures sous licence.
À partir de 1902, des moteurs Aster, De Dion-Bouton et Tony Huber (de) sont utilisés, pour des quatre-cylindres de 12 et 22CV, et un six cylindres de 35CV à arbre de transmission.
Bolide fabrique aussi des motocyclettes à moteur de 1½ hp.
Deux voitures de cette marque ont déjà eu l'occasion de participer au London to Brighton Veterants.

## Gamme de moteurs 1898
- 8 ch ; deux cylindres ; Alésage 110 mm, Course 110 mm, 2091 cm³
- 16 ch ; deux cylindres ; Alésage 150 mm, course 150 mm, 5301 cm³
- 40 ch ; quatre cylindres ; Alésage 155 mm, Course 155 mm, 11699 cm³ [2]

### Palmarès sportif

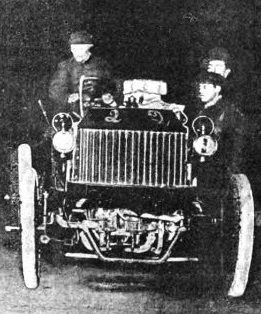
Camille Jenatzy sur Snoek-Bolide, première Coupe G. Bennett (14 juin 1900).

- 1900 : Bologne–Poggio Renatico–Malalbergo–Bologne (Lorenzo Ginori);
- 1900 : Course de côte de Malchamps (Spa), Snoeck-Bolide 10 hp (Jenatzy);
- 1900 : Critérium de Provence (Jenatzy).

## Galerie d'images

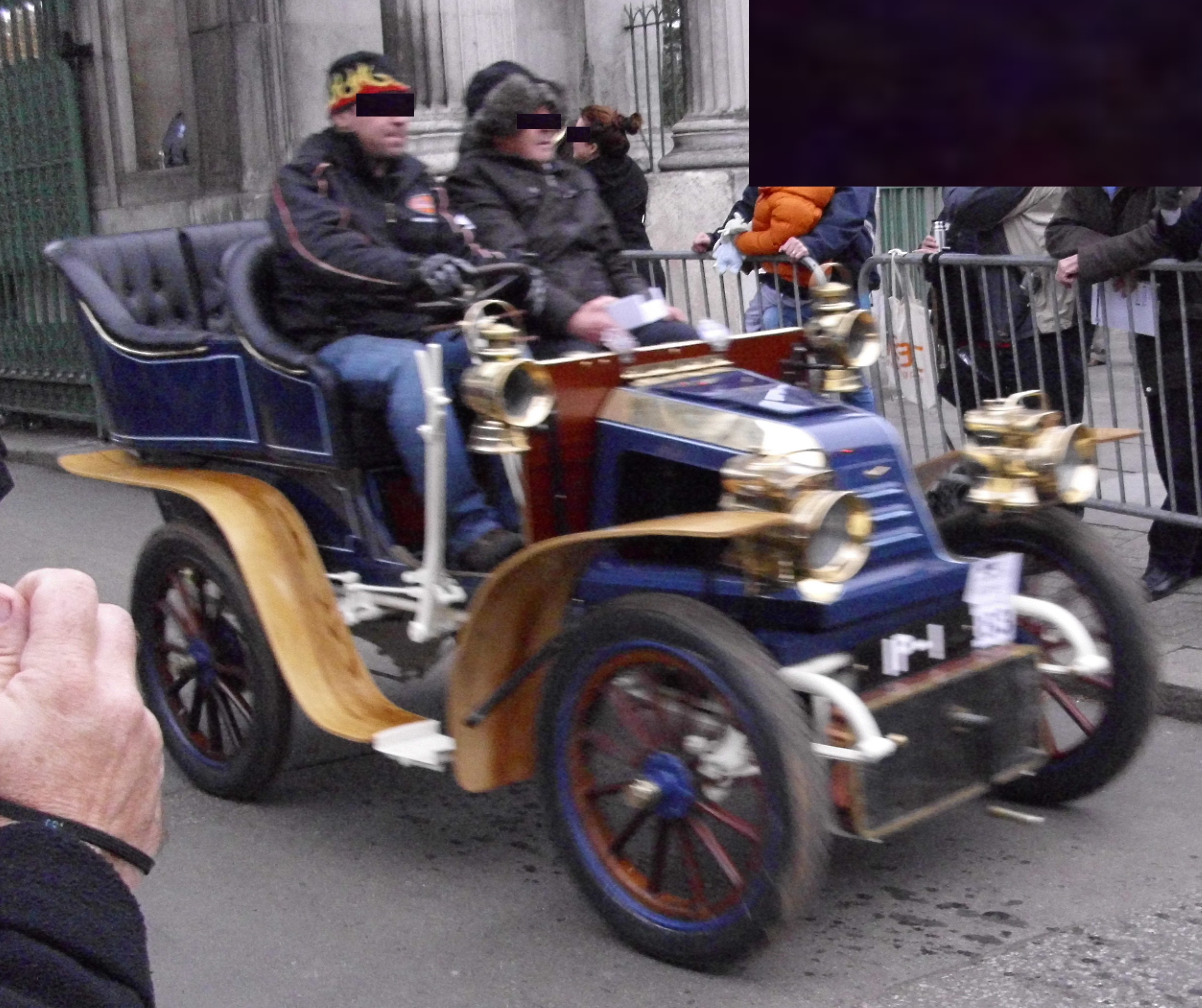
Voiture Bolide...
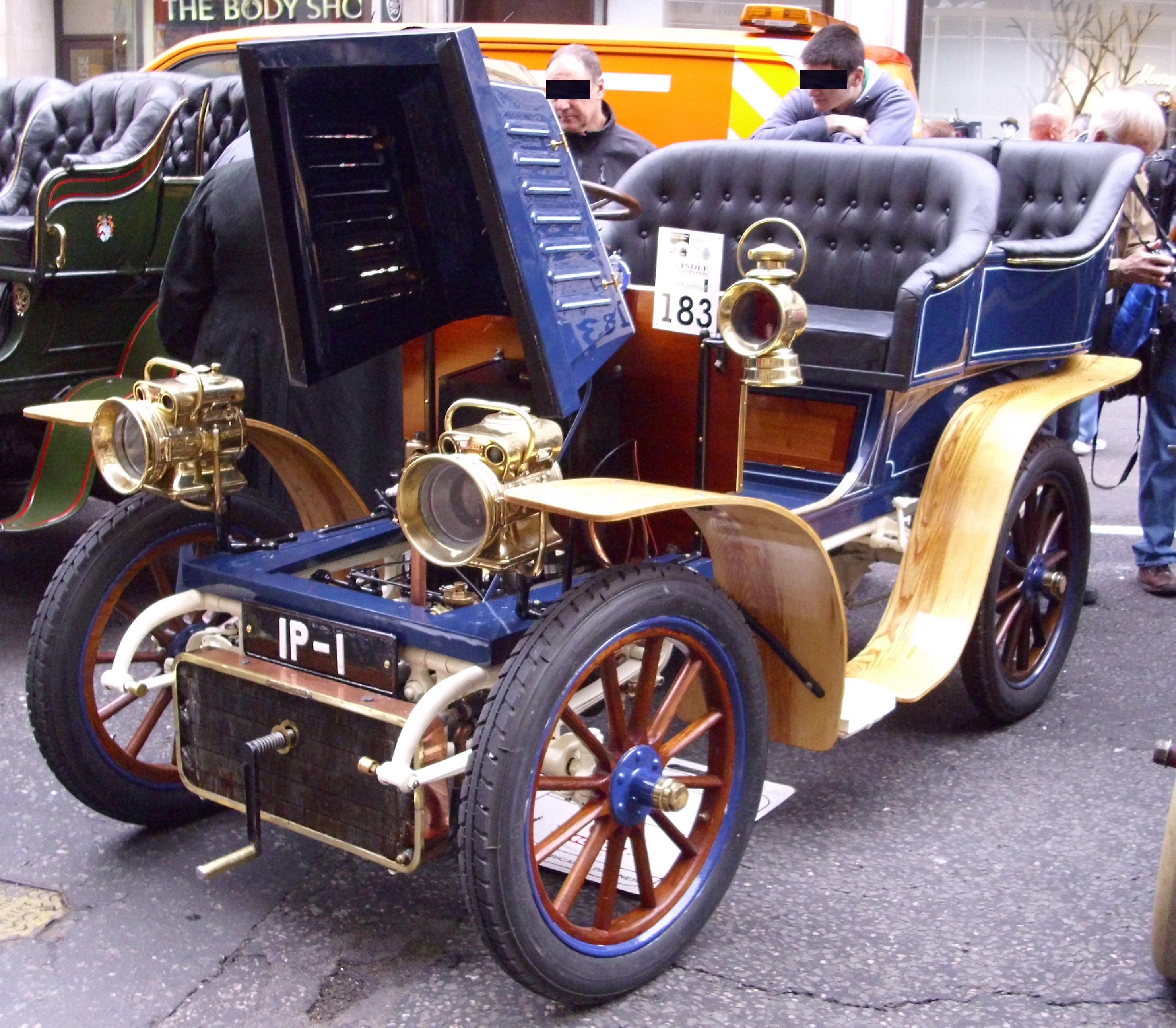
...de 1902...
...et...
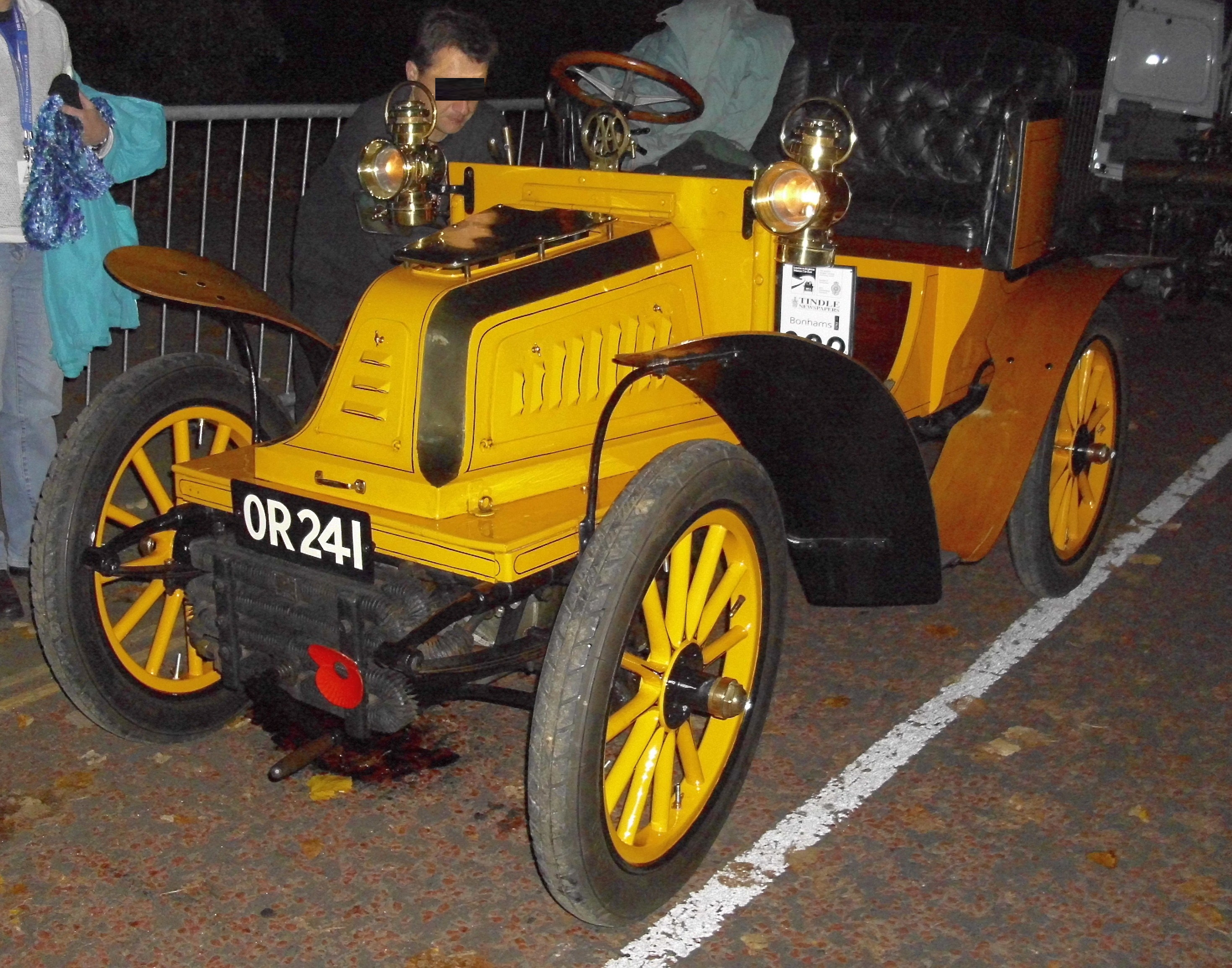
...de 1904.
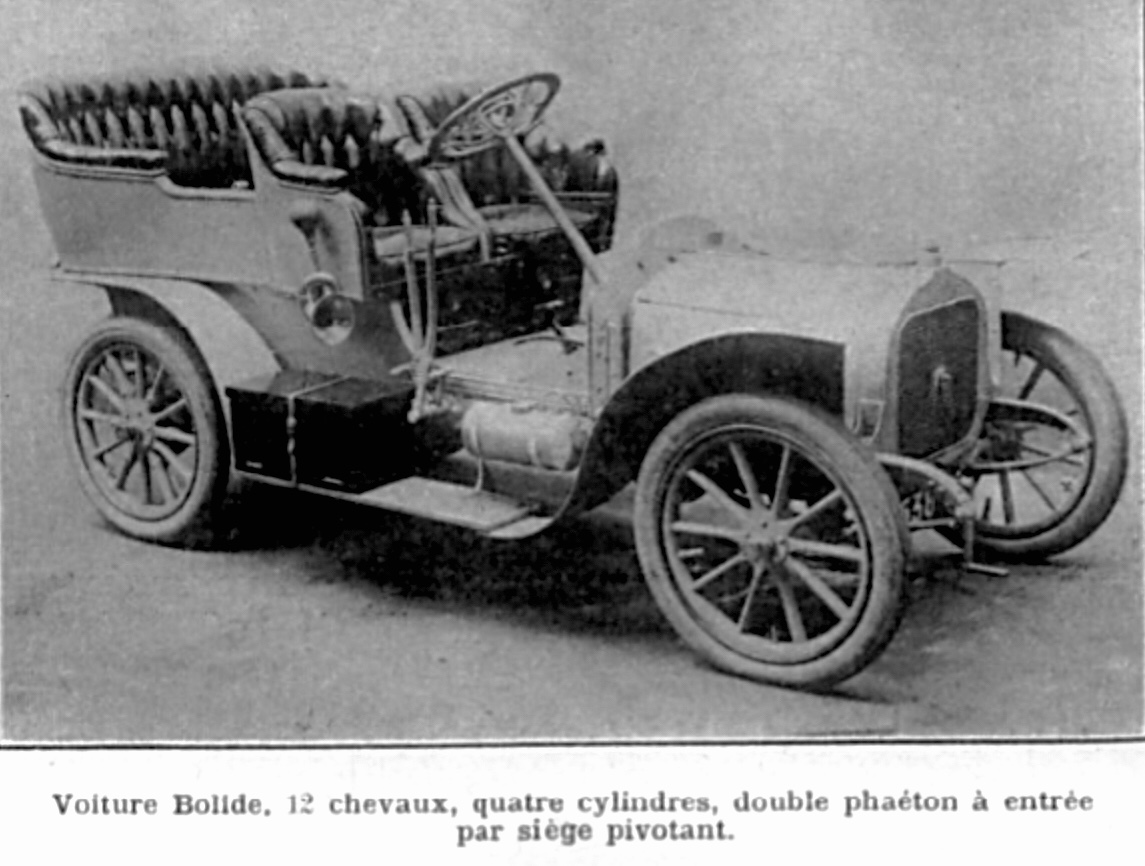
Bolide 12 HP de 1907.
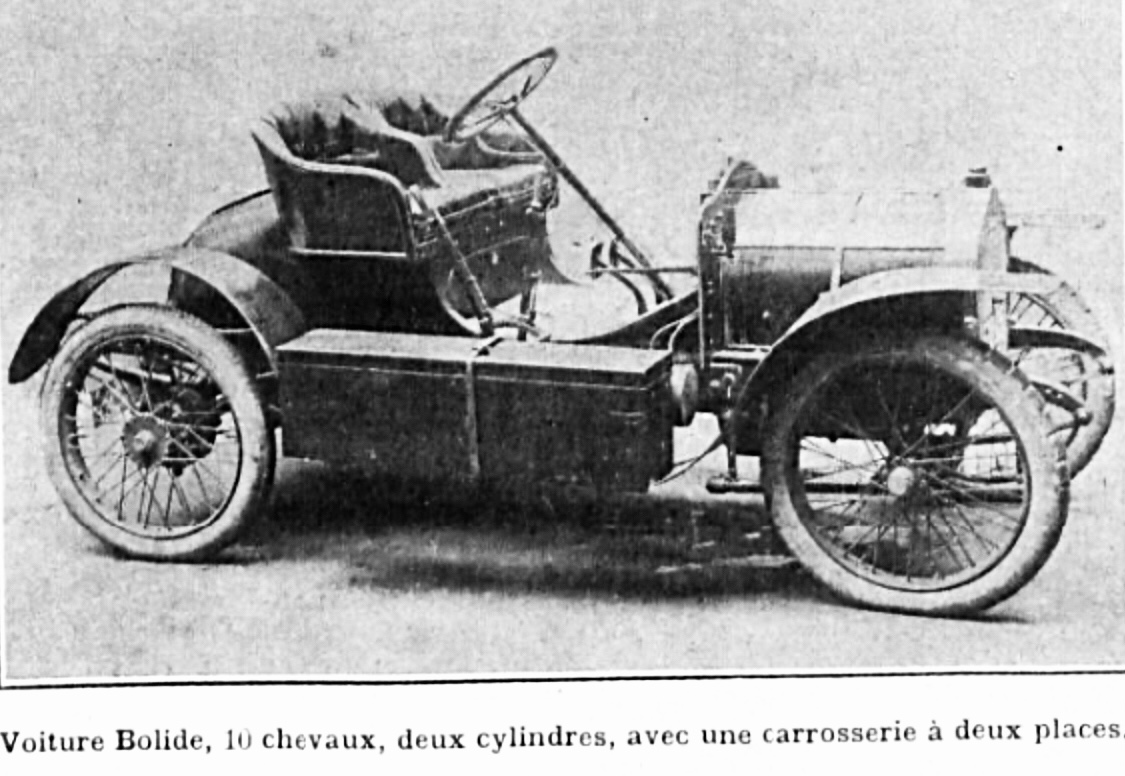
Bolide 10 HP de 1907[3].

### Source
- (de) Cet article est partiellement ou en totalité issu de l’article de Wikipédia en allemand intitulé « Bolide (Automarke) » (voir la liste des auteurs)..